# Sergio Campbell
Sergio Ackeem Campbell (Clarendon, 12 gennaio 1992) è un ex calciatore giamaicano, di ruolo difensore.

## Carriera

### Club
Ha giocato nel campionato giamaicano fino al 2011, prima di trasferirsi in quello statunitense dove milita ancora oggi.

### Nazionale
Ha esordito in Nazionale nel 2010 ed è stato convocato per la Gold Cup 2017.